# Active Yaw Control
Active Yaw Control (zkr. AYC) je automobilová funkce, která používá aktivní diferenciál k přenosu točivého momentu na kola, které mají momentálně vyšší přilnavost. Na rozdíl od tradičních mechanických samosvorných diferenciálů, AYC je řízena elektronicky.

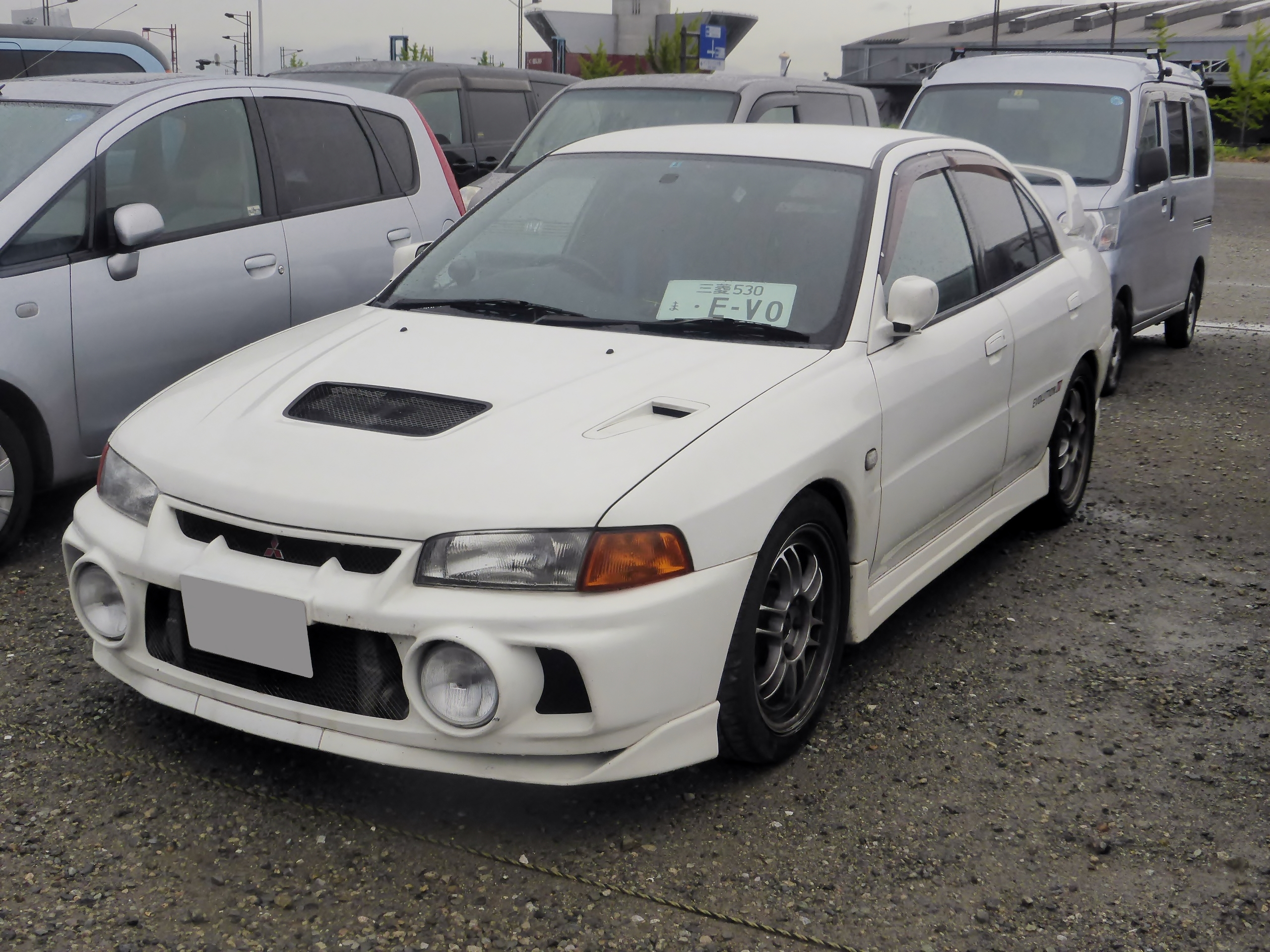
Lancer Evolution IV GSR s AYC (Japonsko, 2014)

AYC byla navržena automobilkou Mitsubishi Motors a poprvé byla představena na vozidle Lancer Evolution IV. Byla montovaná do každé následující generace, a také byla použita v Mitsubishi Galant VR-4 verzi osmé generace vozu Mitsubishi Galant sedan a Legnum wagon. Pozdější vývoj vedl ke S-AYC (Super-Active Yaw Control), která byla nejprve představena ve vozidle Mitsubishi Lancer Evolution VIII, který využíval planetovou převodovku, která mohla přenést ještě větší točivý moment než předchozí systémy. AYC a S-AYC bylo možné vidět i v několika konceptech na základě Lanceru Evolution, jak CZ3 Tarmac, Tarmac Spyder, Montero Evolution, RPM 7000 nebo Concept-X.
AYC je založena na počítačově-řízeném zadním diferenciálu, který aktivně rozděluje točivý moment na základě informací od různých snímačů ve vozidle, které měří podélné a příčné zrychlení vozidla, řízení, brzdy a pozice plynového pedálu. Když je vozidlo vybaveno ABS rovněž jsou zahrnuty vstupní parametry. Dosahuje to pomocí dvou hydraulických spojek, které omezují točivý moment na jednotlivé nápravy. AYC je systém orientovaný na výkon, který má za cíl zvýšit rychlost v zatáčkách.